# Renneville
Renneville é uma comuna francesa na região administrativa da Normandia, no departamento de Eure. Estende-se por uma área de 6,25 km². Em 2010 a comuna tinha 197 habitantes (densidade: 31,5 hab./km²).